# Casón del Buen Retiro

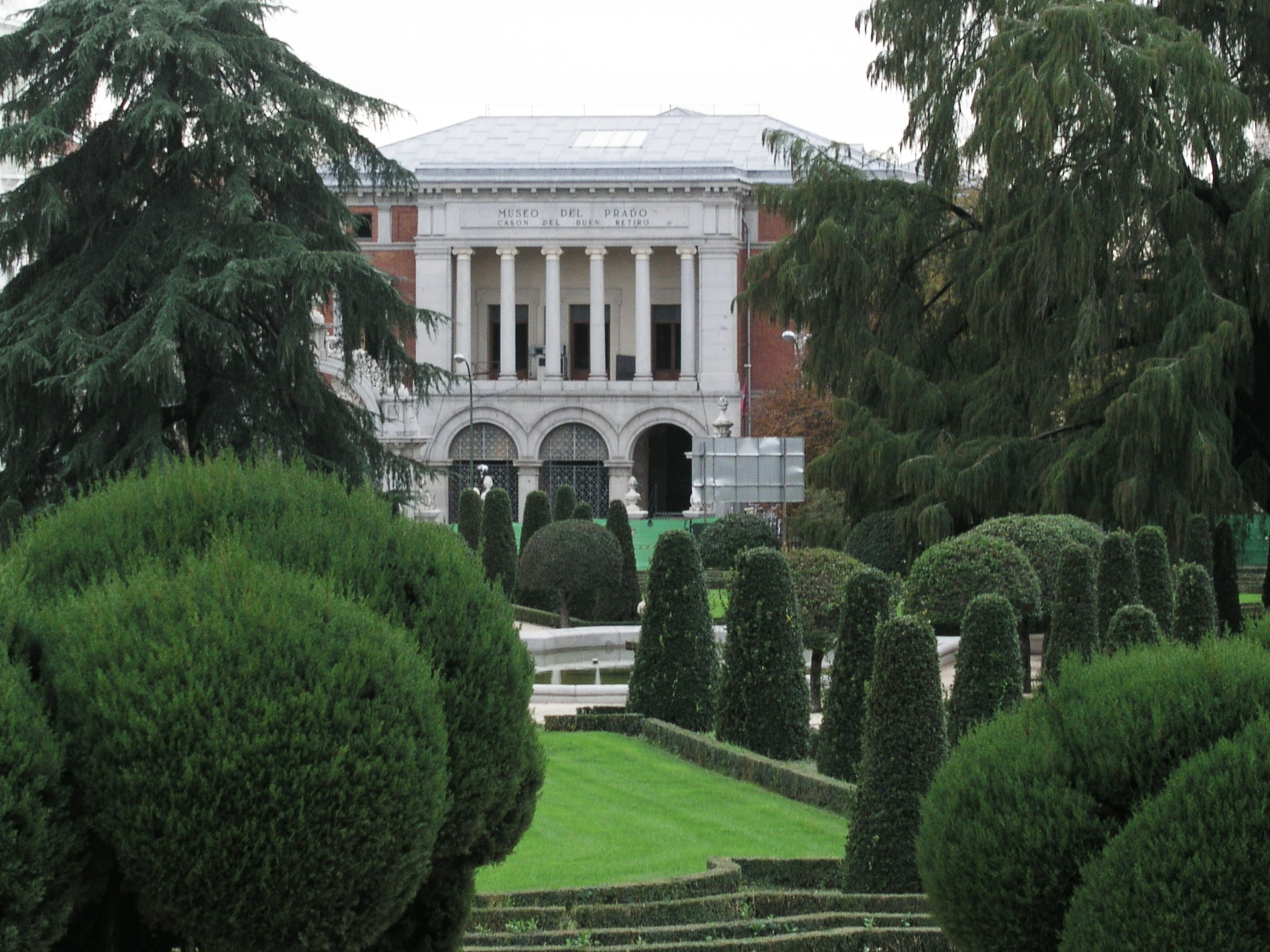
Östra fasaden av Casón del Buen Retiro sett från Retiroparken.

Cason del Buen Retiro är en av de endast två byggnader som överlevde förstörelsen av Palacio del Buen Retiro under Spanska självständighetskriget, som det fått sitt namn av, i Madrid (Spanien).
Sedan 1971 utgör byggnaden en del av museet del Prado, och under flera årtionden inhystes samlingar av målningar från artonhundratalet, omkring 3 000 målningar samt Guernica av Picasso. Denna berömda målning flyttades till Museo Reina Sofia 1992, och Casón, öppnades åter, efter år av arbete, på nytt som ett ”kunskapscenter” (Centro de Estudios) 2009, medan 1800-talssamlingarna flyttades till huvudmuseet del Prado, efter utbyggnaden av Rafael Moneo.

## Historia

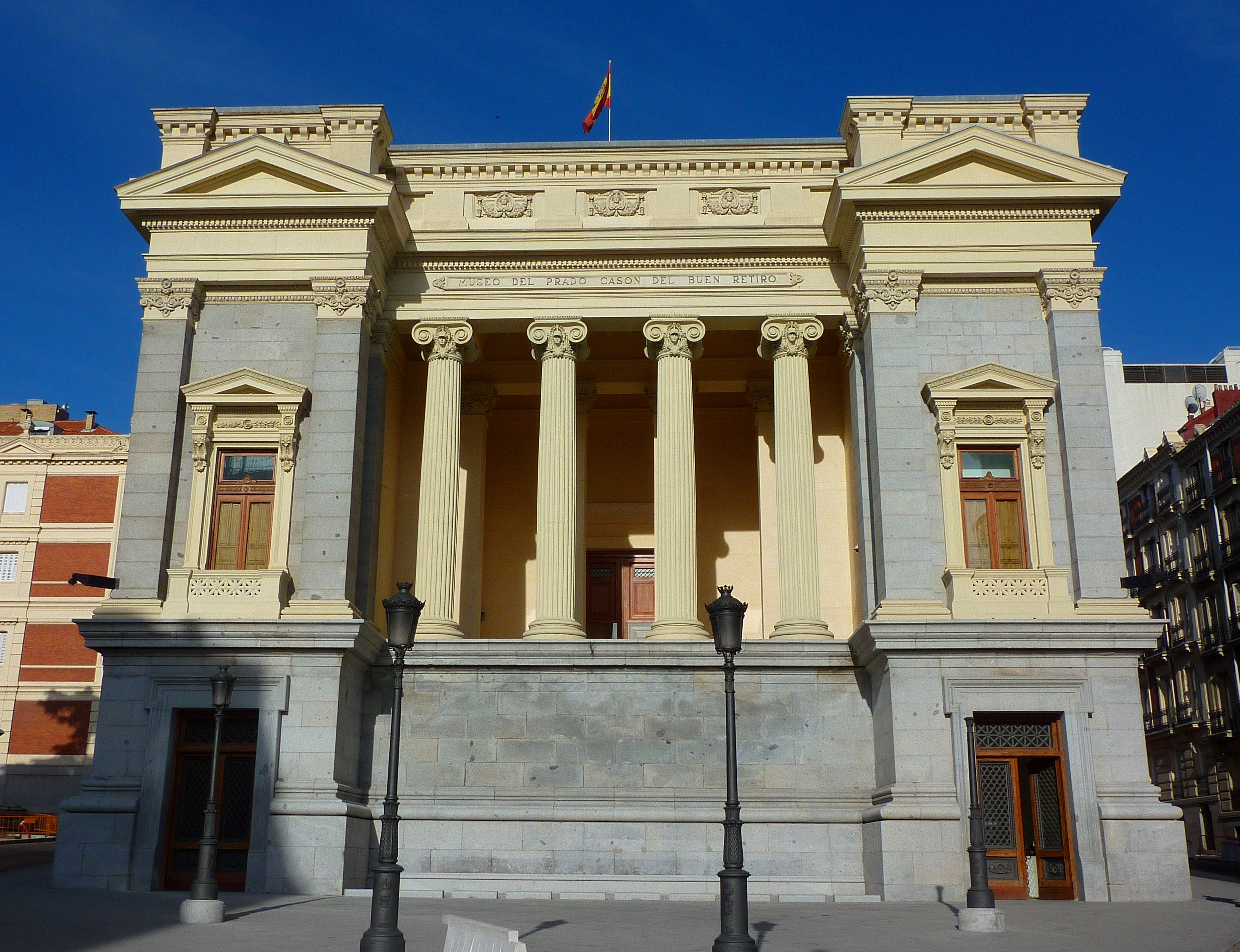
Västra fasaden, ett verk av arkitekten Ricardo Velázquez Bosco.

Det så kallade Casón byggdes av Alonso Carbonell 1637 som danssalong i Palacio del Buen Retiro. Den andra byggnaden som överlevde av palatsbyggnaderna var den så kallade Salón de Reinos (”Kungarikenas Sal”), som under flera decennier var säte för Spaniens armémuseum, till dess den fördes in under Pradomuseets administration
I utsmyckningen av Casón deltog den Napolitanske målaren Luca Giordano, som målade Alegoría del Toisón de Oro i byggnadens takvalv. Det är nästan det enda som i original är kvar av den ursprungliga byggnaden, men i praktiken blev mycket av denna muralmålning restaurerad av två målare under artonhundratalet, Germán Hernández Amores och José Garnelo. Redan under 1800-talet, efter förstörelsen av palatset Buen Retiro fick Casón uppleva en utbyggnad och två nya fasader i Nyklassicistisk stil stil. Dessa utformades av arkitekten Mariano Carderera, men den västra var man tvungen att göra om då den rasade efter en cyklon som drabbade området kring Madrid, och som också orsakade allvarliga skador på den Kungl Botaniska trädgården där 564 träd av stort värde fälldes.
På grund av raset fick Carderera lämna ledningen av konstruktionsarbetena för byggnaderna och ansvaret för den nya fasaden överläts till den framstående arkitekten Ricardo Velázquez Bosco från Burgos.
Under hela nittonhundratalet har Casón använts för olika ändamål. Till sist, 1971, såldes byggnaden till Museo del Prado för att hysa samlingen av 1800-talsmålningar. 
Dessa målningar hade tillhört Museo Nacional de Arte Moderno, som hade skapats under 1800-talet. Med den ständiga ökningen av tillgångar i detta museum beslöt man år 1971 att återlämna 1800-talsmålningarna till Prado och föra resten, 1900-talsmålningarna, till ett nytt museum, el Museo Español de Arte Contemporáneo (MEAC) ("Spanska museet för samtida konst") i en ny byggnad uppförd på universitetsområdet. (Detta museum omvandlades 1988 till Reina Sofia, och flyttade 1992 till sin nuvarande plats.)
Casón del Buen Retiro emottog 1981 arvet efter Picasso, vars viktigaste arbete var Guernica. Samtidigt visades andra betydande arv, såsom Douglas Arthur Cooper eller det efter Pilar Juncosa, änkan till Joan Miro.
Guernica, tillsammans med mycket avantgarderörelsens verk, visades på Casón del Buen Retiro fram till 1992, då de överfördes till Museo Reina Sofia under ett nytt dekret som delade upp de offentliga konstsamlingarna: de konstnärers verk som var födda efter Picasso skulle föras till Reina Sofia, och de som var födda före blev kvar i Prado. Men för att stärka betydelsen av samlingarna i Reina Sofia, en samling som då fortfarande var mycket ojämn och i avsaknad av en klart definierad identitet, gjorde man några viktiga undantag för målare som Ramón Casas Santiago Rusiñol, Joaquín Mir eller Dario de Regoyos, alla före Picasso, men vars berömmelse skulle kunna ge mer soliditet till det nya museet, som just hade skapats.

## Restaurering och ombyggnad

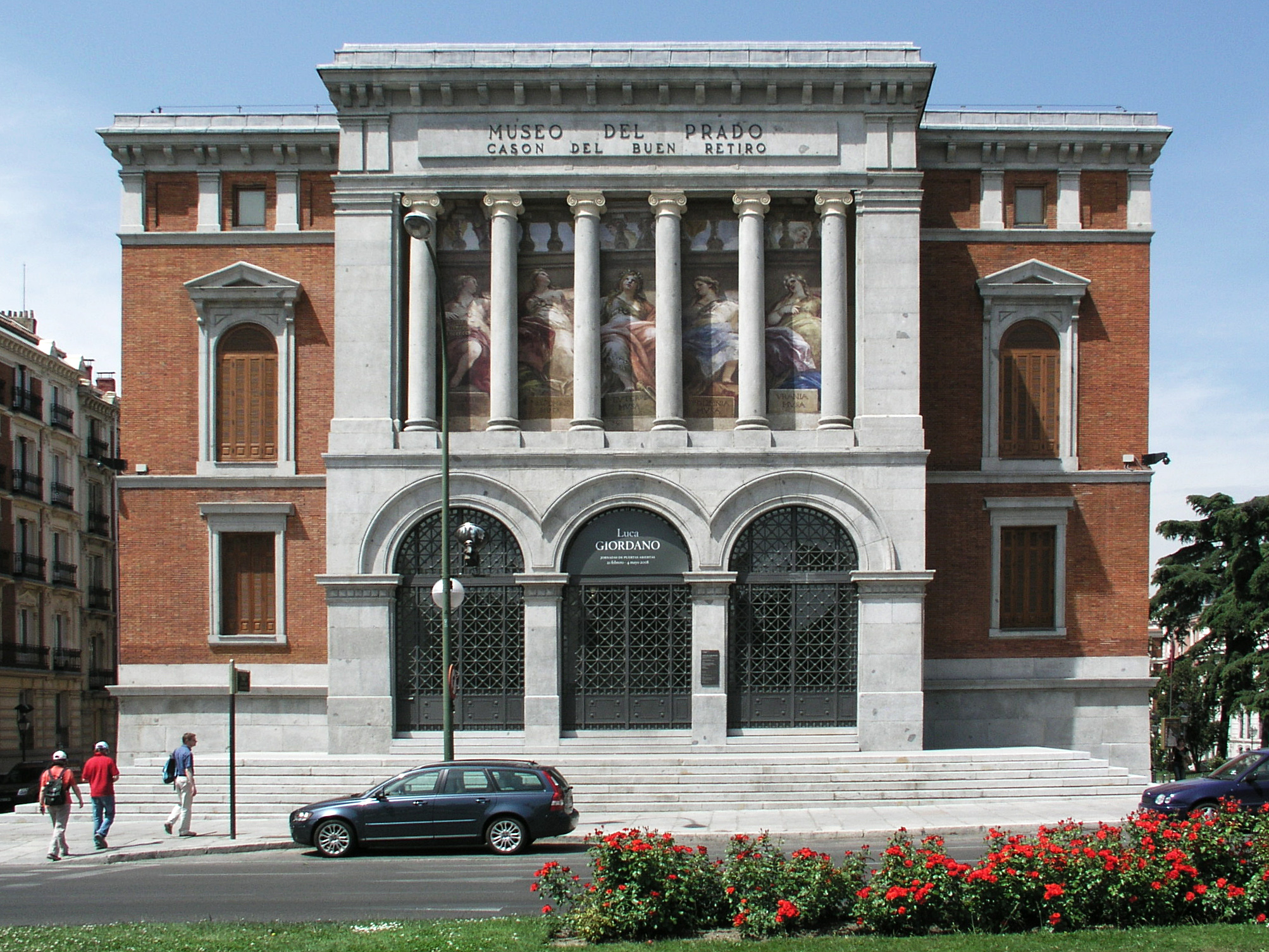
Den östra fasaden på Cason del Buen Retiro (2008).

1996 stängde man Casón för allmänheten för att påbörja en omfattande ombyggnad vilken inleddes 1997, under ledning av direktoratet för infrastruktur i kulturministeriet.
De åtgärder som vidtas har tre syften:
- Stärka byggnaden genom att eliminera fuktproblem och åtgärda skador i strukturen.
- Återställa freskmålningen i takvalvet av Luca Giordano.[3]
- Utöka utställningsområdet. Två nya våningar har grävts upp, vilket ger en utökning med 3157 m2. Detta nya utrymme kommer, nu när byggnaden inte längre används för permanentutställningar av konstverk, att användas för förvaring av böcker och dokumentation.

Arbetena avslutades i oktober 2007. Men byggnaden tas inte i drift förrän 2009.
Den slutliga användningen av byggnaden är att hysa ett centrum för museala studier, kallat Pradoskolan, som enligt modell efter ”École du Louvre” skall ägna sig åt forskning och utbildning av konstexperter. I byggnaden inryms Museo del Prados avdelningar för dokumentation, arkivering, bibliotek och underhåll. 
För att offentligt fira restaurationen av Casón, öppnades en utställning om Luca Giordano i Prado som placerades under takvalvet med konstnärens verk och som sammanföll med publiceringen av en bok om historien bakom byggnaden och, som en fortsättning, kom sedan en katalog som behandlade Giordanos verk i museet. Senare, har det stora centrala rummet med valvet målat av den italienske mästaren, invigts som en stor läsesal för biblioteket i Prado.
Centret öppnade sina dörrar för första gången den 9 mars 2009. Det har böcker om måleri, teckning och ikonografi, skulptur och dekorativ konst, i en period som sträcker sig från medeltiden till 1800-talet. Del av utställningen är också utställningskataloger, det finns också ett gammalt bibliotek, till stor del tack vare de senaste förvärven av Cervellós och Madrazos bibliotek. Sammanlagt finns det cirka 60.000 volymer och 700 tidskriftstitlar, 200 av dem utges fortfarande. 1987 började man att digitalisera samlingarna, och man kan redan nu få tillgång huvuddelen av samlingarna genom de terminaler som har installeras i läsesalen.